# Theope lycaenina
Theope lycaenina är en fjärilsart som beskrevs av Bates 1868. Theope lycaenina ingår i släktet Theope och familjen Riodinidae. Inga underarter finns listade i Catalogue of Life.